# الجمعية البرلمانية الاتحادية
يتكون برلمان إثيوبيا من مجلسين:
- مجلس الاتحاد (الغرفة العليا)
- مجلس النواب (الغرفة الدنيا)

تم إنشاؤه باعتماد الدستور الإثيوبي لعام 1995، حل البرلمان محل مجلس شينغو باعتباره الفرع التشريعي للحكومة الإثيوبية.
بالإضافة إلى حزب الازدهار الحاكم (المعروف سابقًا باسم الجبهة الثورية الديمقراطية الشعبية الإثيوبية)، فإن العديد من أحزاب المعارضة ممثلة في البرلمان الإثيوبي. يشغل ممثلو منطقة أوروميا أكبر عدد من المناصب ويشغل ممثلو منطقة أمهرة ثاني أكبر عدد من المناصب، فيما يتعلق بالترتيب السكاني للولايات المقابلة. أحزاب المعارضة المختلفة بما في ذلك القوات الديمقراطية الاثيوبية المتحدة، والحزب الديمقراطي الاثيوبي، وحزب الشعب الصومالي الإثيوبي الديمقراطي، والرابطة الديمقراطية الإثيوبية، وحركة غامبيلا الشعبية الديمقراطية، ومنظمة الوحدة الإثيوبية، وحركة أورومو الفيدرالية الديمقراطية، وجبهة بنيشانغول - غوموز للوحدة الديمقراطية الشعبية يشغلون العديد من المناصب في البرلمان.

## التاريخ

### بموجب دستور عام 1931
تم عقد برلمان لأول مرة من قبل الإمبراطور هيلا سيلاسي في عام 1931، مع أنه كان إلى حد كبير هيئة استشارية وإقطاعية، وتم توحيده بموجب دستور عام 1931. تألف البرلمان من مجلسين متساوي العدد من مجلس الشيوخ الأعلى (يتألف إلى حد كبير من طبقة النبلاء والأرستقراطية والوزراء والمحاربين المتميزين والقادة العسكريين) ومجلس النواب (يتكون من أعضاء يختارهم الإمبراطور والنبل والأرستقراطيون).
لقد قاطعه الغزو الإيطالي عام 1936، ولم يلتق مرة أخرى إلا بعد عام 1941. وبحلول عام 1955، انتخب الشيوخ في المقاطعات إلى حد كبير الأرستقراطيين المهرة في مجلس الشيوخ.

### تحت دستور عام 1955
قدم دستور عام 1955 ترتيبات جديدة للبرلمان، بما في ذلك انتخاب أعضاء لمجلس النواب بالإضافة إلى زيادة عدد أعضاء مجلس النواب إلى 250 عضوًا مقابل 125 عضوًا في مجلس الشيوخ بحلول عام 1974. ومع ذلك، يتألف النواب إلى حد كبير من اللوردات الإقطاعيين والتجار الأغنياء وأعضاء رفيعي المستوى في الخدمة المدنية.
اجتمع البرلمان في خمس جلسات من 1955 إلى 1974.

### تحت الديرغ وجمهورية إثيوبيا الشعبية الديمقراطية
عندما تمت الإطاحة بالملكية، تم استبدال البرلمان بجمعية انتقالية مكونة من 60 عضوًا مختارًا من المؤسسات والمحافظات الحكومية من عام 1974 إلى عام 1975، وبعد ذلك عملت الحكومة إلى حد كبير بمرسوم من خلال المجلس العسكري برئاسة منغستو هيلا مريام. انتهت الفترة التي لم يكن فيها مظهر شبه تشريعي في عام 1987، عندما تم تأسيس مجلس شينغو الوطني بموجب دستور جديد صاغه منغستو وحزب عمال إثيوبيا.
في ذلك الوقت، تم تعريف المجلس التشريعي المكون من 835 عضوًا، مجلس شينغو، على أنه أعلى جهاز للسلطة التشريعية في الدولة في جمهورية إثيوبيا الشعبية الديمقراطية. تم انتخاب أعضائه لمدة خمس سنوات. تناط السلطة التنفيذية بالرئيس، الذي انتخب من قبل مجلس شينغو لمدة خمس سنوات، وعينت الحكومة أيضا من قبل شينغو. كان الرئيس رئيسًا لمجلس الدولة، الذي عمل للهيئة التشريعية بين الدورات. لكن السلطة الفعلية، مع ذلك، بيد حزب العمال (وخاصة مع منغستو)، التي تم تعريفها على أنها القوة الرائدة للدولة والمجتمع. ومع أن مجلس شينغو الوطني كان مخولًا اسميًا بسلطات تشريعية عظيمة، إلا أنه لم يفعل سوى أكثر من قرارات ختم مطاطية اتخذها منغستو وحزب العمال.

### تحت جمهورية إثيوبيا الشعبية الديمقراطية
بعد الإطاحة بمنغستو في عام 1991، تم إلغاء مجلس شينغو، واستمرت فترة الانتقال حتى عام 1995، عندما تم افتتاح هيئة تشريعية جديدة بموجب الدستور الجديد.

## روابط خارجية
- مجلس نواب الشعب
- بيت الاتحاد